# Gia sư nữ quái
Gia sư nữ quái là một bộ phim điện ảnh Việt Nam thuộc thể loại hài – lãng mạn – nhạc kịch – chính kịch công chiếu năm 2012 do Lê Bảo Trung làm đạo diễn, đồng sản xuất và viết kịch bản, với sự tham gia diễn xuất của các diễn viên gồm Isaac, Bảo Thy, Trấn Thành, Dương Cẩm Lynh, Chí Tài, Hoài Linh và Hoàng Sơn. Đây là bộ phim thứ hai mà Bảo Thy tham gia, sau bộ phim Công chúa teen và ngũ hổ tướng (2010).
Bộ phim chính thức khởi chiếu tại các cụm rạp từ ngày 1 tháng 6 năm 2012.

## Nội dung
Lưu Hùng Minh và Lê Thắng Trí là hai sinh viên nghèo đều từ quê lên thành phố đi học, họ thuê một căn nhà ở chung và quyết định tham gia cuộc thi mang tên "Sinh viên sáng tạo" do nhà trường tổ chức. Minh và Trí thiết kế một mô hình nhà cao tầng rồi đem nó nộp cho ban tổ chức với hi vọng sẽ trúng giải và được trao tặng 100 triệu đồng. Trong thời gian chờ kết quả, Minh và Trí liền nghĩ cách đi làm việc gì đó kiếm tiền đóng tiền nhà. Trong lúc Trí thì chỉ biết tán tỉnh cô con gái Thanh Thủy của bà chủ nhà vì anh tin rằng cô nàng này sẽ đưa cho mình tiền, thì Minh thì không thích lừa đảo như Trí, nên anh quyết định làm gia sư dạy kèm với hi vọng nghề này sẽ giúp anh kiếm nhiều tiền.
Một ngày kia, Minh được mời đến làm gia sư cho một cô nàng tiểu thư xinh đẹp tên Huỳnh Mai – con gái của ông trùm giang hồ Huỳnh Tài khét tiếng. Cô nàng này là một người cực kì hung dữ, du côn và ương bướng, điều tồi tệ nhất là trước đây cô đã từng hành hạ rất nhiều gia sư đến dạy học cho mình khiến họ phải ra đi chỉ chưa đầy hai ngày. Ông Tài bảo Minh rằng nếu dạy kèm được cho con gái ông thì ông sẽ trả lương cho Minh rất cao. Ngoài ra, ông Tài thường cho hai vệ sĩ của mình là Tàu Hũ và Bánh Lọt đến nhà đón Minh mỗi khi đến giờ dạy. Vì đang rất cần tiền nên Minh đành chịu những lời mắng nhiếc cũng như những chiêu trò tinh quái của Mai. Bỗng một hôm, do bị Mai sỉ nhục quá nặng nên Minh tức giận từ bỏ dạy học, sau vụ đó ông Tài bắt Mai phải đấu kiếm với mình, nếu như Mai thắng thì cô được ra giang hồ, còn nếu thua thì phải học. Chỉ trong phút chốc, ông Tài đã thắng Mai, ông cho Tàu Hũ và Bánh Lọt đi đón Minh về tiếp tục dạy cho Mai.
Trong khi Minh đang dạy cho Mai trong phòng học thì có một bọn giang hồ đến nhà và đòi thanh toán ông Tài. Ông Tài, Tàu Hũ và Bánh Lọt lao vào chiến đấu quyết liệt với chúng, nhưng ba người không thể đánh lại bọn giang hồ càng lúc càng đông, và ông Tài bị bọn chúng đâm trọng thương. May thay, Trí xuất hiện kịp thời, trên tay anh cầm nhiều thuốc nổ khiến bọn giang hồ hoảng sợ bỏ chạy. Mai vô cùng đau khổ khi chứng kiến cha mình bị thương nặng như vậy, từ đó cô đã bắt đầu chịu học hành đàng hoàng, dần dần cô và Minh nảy sinh tình cảm với nhau. Trí và Thủy cũng yêu nhau sau thời gian dài tìm hiểu.
Do bị đuổi học, Minh và Trí buộc phải lên xe trở về quê trong sự thất vọng cùng cực. Khi Minh và Trí đang chuẩn bị lên xe, thì Thủy và Mai đến tiễn, nhưng sau cùng họ muốn thuyết phục Minh và Trí ở lại. Minh và Trí nhận được thông báo rằng mô hình nhà cao tầng của cả hai đã đoạt giải nhất chung cuộc, và cả hai mừng rỡ khi nhận được 100 triệu đồng. Cả bốn người đều lấy xe hơi mui trần vui vẻ chạy khắp trường trong những tiếng reo hò của các sinh viên trong trường, và đồng thời còn có cả sự chung vui của Huỳnh Tài, bà chủ nhà và hai vệ sĩ.

## Diễn viên

### Nhân vật chính
- Isaac vai Lưu Hùng Minh
- Bảo Thy vai Huỳnh Mai
- Trấn Thành vai Lê Thắng Trí
- Dương Cẩm Lynh vai Thanh Thủy
- Chí Tài vai Huỳnh Tài (†)
- Hoài Linh vai Tàu Hũ
- Hoàng Sơn vai Bánh Lọt

### Nhận vật phụ và quần chúng
- Lê Hoàng D1 vai Hoàng Hotboy
- Tuấn Voi vai Tâm Heo
- Thanh Ngọc vai Má Mập
- Maika vai bạn Mai
- Jennie vai bạn Mai
- Nho vai bạn Mai
- Thu Thảo vai bạn Mai
- Ngọc Anh vai bạn Mai
- Nguyên Lộc vai Tám Say
- Minh Hà vai bé Mồi
- Anh Đức vai Tư Bạo
- Kim Dung vai chị Hành
- Bảo My vai vợ Huỳnh Tài
- Hoàng Chiến vai Huỳnh Tài trẻ
- Đình Hiếu vai Huỳnh Tài 12 tuổi
- Minh Hy vai Huỳnh Mai nhỏ
- D1 Team vai drifting
- Tony Vinh Hiển vai trẻ bụi đời
- Trung Hiệp vai trẻ bụi đời
- Hữu Nghiệp vai trẻ bụi đời
- Minh Cường vai trẻ bụi đời
- Lê Minh Thắng vai học sinh tiểu học
- Lê Minh Trí vai học sinh tiểu học
- Lý Duy Phong vai giang hồ
- Phùng Nhựt Tân vai giang hồ
- Hồ Cát Trắng vai giang hồ
- Sơn Master vai giang hồ
- Châu Xuân Dưỡng vai giang hồ
- Diệp Quốc Tuấn vai giang hồ
- Hồ Hiếu vai giang hồ
- Lê Bảo Long vai giang hồ
- Phù Lợi vai giang hồ
- Hoàng Dung vai mẹ Lưu Hùng Minh
- Chí Thành vai ba Lưu Hùng Minh
- Phi Hùng vai bé trai đá banh
- Anh Tuấn vai bé trai đá banh
- Duy Lực vai bé trai đá banh
- Thành Long vai bé trai đá banh
- Nguyễn Minh Giang vai nam sinh
- Trúc Như vai nữ sinh
- Thanh Bình vai chủ quán cà phê
- Minh Đài vai tiếp tân
- Hoàng Phong Vỹ vai lơ xe đò
- Thế Minh vai lái xe trâu
- Minh Huy vai trẻ làng
- Chiến Công vai trẻ làng
- Thành Công vai trẻ làng
- Tôt Ty vai trẻ làng
- Thanh Phương vai trẻ làng
- Quang Trường vai trẻ làng
- Thùy Trang vai thôn nữ
- Kim Ngân vai thôn nữ
- Thiên Ngân vai thôn nữ
- Ngọc Loan vai thôn nữ
- Tuyết Loan vai thôn nữ
- Đinh Thủy vai thôn nữ
- Ngọc Hương vai cung nữ
- Mỹ Vân vai cung nữ
- Thu Hiền vai cung nữ
- Nguyễn Thị Phương
- Mỹ Huyền vai cung nữ
- Nguyễn Thị Tuyết vai cung nữ
- Thùy Trang vai cung nữ
- Thùy An vai cung nữ
- Như Ý vai cung nữ
- Nhóm Number One vai sinh viên nhảy múa

Cascadeur: Huỳnh Thiên Thọ, Đỗ Hoàng Chiến, Trúc Như, Huyền Trang, Viết Thắng, Võ Hoàng Quân, Trung Kiên, Nguyễn Nhật Trường, Lê Đình Tiến

## Bài hát
Tất cả đều là những sáng tác của nhạc sĩ Nguyễn Hồng Thuận:
- Khát vọng tân sinh viên (Khát vọng sinh viên) - Isaac & Trấn Thành
- Ta là ý nghĩa đời nhau - Isaac & Bảo Thy
- Vua mì gói - Trấn Thành
- Đừng như cha - Chí Tài
- Ký túc xá 10 sao - Isaac & Trấn Thành
- Rap tiền nhà - Isaac & Trấn Thành
- Ý nghĩa của hoa hồng - Trấn Thành
- Con nhớ mẹ - Bảo Thy
- Bay trên niềm mơ ước - Isaac, Trấn Thành

## Đón nhận
VnExpress: Nội dung của bộ phim vẫn chạy theo những mô-típ quen thuộc, nhưng gây cười bởi các tình tiết nhỏ được lồng ghép trong phim. Phong cách hài hước ảnh hưởng nhiều từ những phim hài hành động của diễn viên nổi tiếng Hồng Kông Châu Tinh Trì. Đặc biệt, hình tượng bà chủ nhà với tuyệt chiêu "sư tử hống" trong phim Tuyệt đỉnh công phu có lẽ rất được Lê Bảo Trung ưa chuộng và sử dụng trong cả hai phim Nhật ký Bạch Tuyết và Gia sư nữ quái. Trong Nhật ký Bạch Tuyết, khi nàng Bạch Tuyết cất tiếng ca thì mấy chú lùn bị thổi tung lên bầu trời. Còn ở Gia sư nữ quái, bà chủ nhà trọ Má Mập mỗi lần đòi nợ là la hét như bão tố trên sân thượng cùng với sự hỗ trợ của chiếc quạt máy công suất cao. Tuy chỉ là một nhân vật phụ trong phim, nhưng sự xuất hiện của nhân vật Má Mập đã để lại nhiều tràng cười.